# Guerra bizantino-ungherese (1180-1185)
La guerra bizantino-ungherese del 1180-1185 fu un conflitto combattuto tra le due potenze nella penisola balcanica. Approfittando dei conflitti interni esplosi nell'impero bizantino dopo la morte dell'imperatore Manuele I Comneno, Béla III d'Ungheria rioccupò la Croazia, la Dalmazia e la Sirmia, ripristinando la sovranità magiara su tali aree dopo quattordici anni.

## Contesto storico
Sotto l'imperatore Manuele I Comneno (regnante dal 1143 al 1180), l'impero bizantino minò costantemente la supremazia ungherese lungo il confine tra le due potenze. La penisola balcanica finì quindi con il trasformarsi in una zona cuscinetto attanagliata da conflitti saltuari. Lo stato vassallo della Rascia, grosso modo corrispondente alla Serbia, si ribellò nel 1149, costringendo Manuele a interrompere i suoi preparativi per un'invasione dell'Italia meridionale e a concentrarsi sugli slavi nel 1149. L'attiva politica estera di Manuele nei Balcani scatenò la guerra bizantino-ungherese del 1149-1155, trascinatasi per diversi anni di regno di Géza II d'Ungheria.
Quest'ultimo morì nel maggio del 1162 e gli successe il figlio quindicenne Stefano III, ma i suoi due zii, gli anti-re Ladislao II (1162-1163) e poi Stefano IV (1163), giunti alla corte dell'impero bizantino e godevano del sostegno di Manuele, contestarono il suo diritto alla corona. Ciò scatenò una lunga guerra civile tra Stefano III e i suoi zii, conclusosi quando l'esercito di Stefano III, insieme ai mercenari tedeschi, surclassò suo zio Stefano IV nel giugno del 1163. Sebbene Stefano III rimase l'unico monarca legittimo in Ungheria, il conflitto anticipò un'invasione bizantina su larga scala dell'Ungheria. Stefano III fu obbligato a rinunciare a Sirmio in favore dell'impero bizantino, ma solo dopo che Manuele promise che non avrebbe mai sostenuto suo zio Stefano IV. Scontri e conflitti di confine tra Ungheria e Bisanzio durarono fino al 1167, quando Stefano III dovette rinunciare alla Dalmazia, alla Croazia e alla Sirmia assegnandole a Bisanzio. Prima di allora, queste terre appartenevano all'appannaggio del fratello minore di Stefano Béla, che fu inviato a Costantinopoli in conformità con il trattato di pace tra Stefano III e Manuele. Béla fece salire il fratello al trono ungherese nel 1172. Prima della sua partenza, giurò che non avrebbe mai mosso guerra all'impero bizantino. Fino alla morte di Manuele, non si verificarono ulteriori schermaglie tra le due realtà; Béla inviò persino rinforzi a Manuele per aiutarlo a combattere contro i Selgiuchidi nel 1176.

## La guerra
La morte dell'imperatore Manuele il 24 settembre 1180 lasciò l'impero bizantino in una situazione politica estremamente difficile. Gli successe il figlio undicenne Alessio II Comneno, ma il potere imperiale era detenuto da reggenti, sua madre Maria d'Antiochia e il prōtosebastos Alessio Comneno (un cugino omonimo del monarca infante). Il periodo successivo si contraddistinse per delle lotte aristocratiche interne, mentre la figlia di Manuele Maria Comnena (un tempo promessa a Béla III) contestò anche il diritto del fratellastro alla corona.

### Recupero delle regioni perdute
Sfruttando i conflitti interni altrui, Béla III lanciò una campagna nell'autunno del 1180 nel tentativo di restaurare la supremazia ungherese in Dalmazia. Il re affidò al suo palatino Farkas Gatal il compito di guidare le truppe ungheresi fino al mar Adriatico. Nel giro di sei mesi, la missione di Béla si concluse con successo, malgrado nessuna fonte coeva chiarisca i dettagli di come la Dalmazia fu riconquistata. Anche i cittadini di Spalato e Zara accettarono la sovranità di Béla alla fine del 1180 o all'inizio del 1181. Quest'ultima si ribellò al dominio veneziano, sostenuta dalla presenza dell'esercito ungherese. Lo storico John Van Antwerp Fine Jr. ha affermato che Béla si riprese la Dalmazia «apparentemente senza spargimento di sangue e con il consenso imperiale», perché le autorità bizantine preferivano Béla a governare la regione piuttosto che la Repubblica di Venezia. Ferenc Makk ha rigettato tale ricostruzione, perché l'autorità di «Bisanzio non era minacciata da Venezia in Dalmazia all'epoca», tanto che, per esempio, il doge Orio Mastropiero tentò invano di sottrarre Zara agli ungheresi anni dopo, nel 1187. Malgrado i dubbi storiografici, pare che Béla riprese effettivamente il controllo della Dalmazia senza un serio confronto. Farkas Gatal si trovava a Zara nel marzo 1181 e si concentrò sulla necessità di sfruttare la paralisi dei suoi nemici. Le lotte interne in corso a Costantinopoli spinsero Kilij Arslan II, sultano selgiuchide di Rûm, a conquistare il grosso della costa meridionale dell'Asia Minore a scapito dell'impero più o meno nello stesso periodo.
Béla III intendeva immediatamente riorganizzare l'autorità della corona in Croazia e Dalmazia. A tal fine, nominò il suo consigliere Dionigi nel ruolo di bano di Slavonia nel 1181. Fu anche investito del ruolo di bano di Croazia e Dalmazia, poi di governatore delle "regioni marittime" (la Croazia costiera) nel 1183 e infine bano delle province marittime" (in croato Primorje, in ungherese Tengermellék) nel 1184, circostanza la quale riflette la sua giurisdizione sull'intera Croazia e la Dalmazia e che la sua sovranità si estendesse fino al fiume Danubio. La storica Judit Gál ha ritenuto che, dopo la conquista di Béla della Dalmazia, i territori dell'Ungheria oltre la Drava furono inizialmente assegnati a un unico bano dopo il 1183. Contemporaneamente alla nomina di Dionigi, Mauro Győr fu nominato "governatore dell'intera provincia costiera" già nel febbraio 1181, quando risiedeva a Zara e fu coinvolto in un verdetto su alcuni diritti di possesso. Di conseguenza, Mauro funse da vice di Dionigi, supervisionando i territori costieri lungo il mar Adriatico. Re Béla cercò inoltre di riorganizzare l'organizzazione ecclesiastica filo-ungherese in Dalmazia: il cronista del XIII secolo Tommaso Arcidiacono narra che il monarca desiderava che i cittadini di Spalato eleggessero un uomo magiaro come arcivescovo di Spalato per ricoprire tale carica. Tuttavia, i cittadini si rifiutarono di eleggere il protetto e medico del re Pietro e presentarono una petizione alla Santa Sede. Nel 1181, papa Alessandro III esortò Béla III a rispettare il privilegio dei cittadini di Spalato di eleggere liberamente il proprio arcivescovo. Sotto pressione degli ungheresi, nonostante l'intervento della curia romana, Pietro fu eletto arcivescovo di Spalato dai cittadini locali nel 1185. Tuttavia, Pietro aveva già agito come prelato de facto negli anni precedenti e le carte reali in Ungheria lo designarono arcivescovo di Spalato dal 1180.
Contemporaneamente alla riconquista della Croazia e della Dalmazia, l'esercito ungherese marciò anche nella Sirmia, ma i dettagli della riconquista della provincia nei Balcani centrali sono anch'essi oscuri. Le truppe di Béla imperversarono e infine si assicurarono la regione di Belgrado e di Barancs (oggi Braničevo, in Serbia). Successivamente, l'esercito ungherese penetrò fino alla valle della Morava, al massimo nell'estate del 1181. Andronico Comneno, in marcia verso Costantinopoli con un esercito, accusò Maria di Antiochia, madre e reggente del giovane imperatore bizantino Alessio II, di aver incitato Béla, suo cognato, a devastare la regione di Belgrado e Barancs nel maggio 1182, lasciando sottintendere che Béla aveva a quel tempo occupato la Sirmia.

### Intromissione nella guerra civile bizantina
Dopo aver ottenuto il controllo di Costantinopoli e l'episodio del massacro dei Latini nella primavera del 1182, Andronico Comneno aveva avvelenato Maria Comnena e suo marito Ranieri del Monferrato, mentre l'imperatrice vedova Maria di Antiochia fu arrestata e imprigionata. La nobildonna cercò di chiedere aiuto al cognato Béla III, una volta appresa a sorte a cui era destinata. Andronico fece firmare ad Alessio II l'ordine per l'esecuzione di sua madre e Maria venne strangolata nella sua prigione alla fine del 1182.
Approfittando dell'anarchia emergente nell'impero bizantino, Béla avanzò fino a Niš (Naissos) e Sofia (Serdica) nella prima metà del 1183. Durante la campagna, il re ungherese si alleò con i serbi della Rascia e il banato di Bosnia, impegnati nella lotta per la propria indipendenza. L'usurpazione di Andronico Comneno generò le condizioni ideali per insorgere contro i romei sotto la guida di Stefano Nemanja e di Kulin il Bano, rispettivamente. Durante l'assedio, Niš fu del tutto rasa al suolo. A Serdica, Béla III si appropriò della bara contenente le reliquie di San Giovanni di Rila e ordinò che «fosse trasportata con grandi onori nella sua terra e tumulata con rispetto nella chiesa» di Strigonio, come testimonia la Vita dal Prologo di Sofia del santo. Ferenc Makk riteneva che Béla si fosse ritirato dalle regioni a sud del Danubio, ma lo storico Paul Stephenson ha affermato che Béla avesse presidiato tali terre. Secondo lo storico bizantino Niceta Coniata, i generali bizantini Alessio Brana e Andronico Laparda stavano combattendo contro le truppe ungheresi in prossimità di Niš nell'autunno del 1183. I due generali ottennero successi effimeri lungo la linea di difesa dei passi dei Monti Balcani e costrinsero plausibilmente i magiari a ripiegare fino al fiume Sava. Le lotte intestine bizantine, tuttavia, alla fine spinsero entrambi i generali nell'impero in breve tempo. Ad esempio, Alessio Brana lasciò i Balcani alla volta dell'Anatolia nella primavera del 1184.
Alcuni storici ungheresi, ad esempio József Deér e Gyula Moravcsik, hanno sostenuto che Béla III condusse la campagna del 1183 per difendere e sostenere gli interessi della famiglia del defunto Manuele, Alessio II e Maria di Antiochia, contro l'usurpatore Andronico Comneno. Di conseguenza, il monarca ungherese non aveva alcuna intenzione di espandere il suo regno a spese dell'impero bizantino e Béla si ritirò volontariamente dai Balcani centrali dopo l'esecuzione di Maria. Ferenc Makk ha sottolineato che questa teoria non è corroborata dalle fonti. Maria di Antiochia cercò l'assistenza diretta di Béla contro Andronico, incoraggiandolo a devastare Belgrado e Barancs. Come scritto nella sua missiva, Maria sarebbe stata disposta a riconoscere le rivendicazioni territoriali ungheresi su alcune terre bizantine in cambio del loro sostegno contro l'usurpatore. Andronico Comneno assassinò l'imperatore Alessio II nel settembre o nell'ottobre del 1183, affermandosi come unico sovrano dell'impero. Il contemporaneo Eustazio di Tessalonica scrive che gli oppositori di Andronico inviarono delle missive a molti monarchi, tra cui Béla III, esortandoli ad attaccare Andronico.

### Fine del conflitto
Non si verificarono degli scontri tra l'Ungheria e Bisanzio nel 1184. Esiste una ricostruzione accademica secondo cui Béla III aveva firmato un armistizio con Andronico in quell'anno, ma Makk ha sostenuto che i successi temporanei di Alessio Brana costrinsero gli ungheresi a sistemare le loro code a causa delle maggiori perdite e dei costi. Secondo la Historia de expeditione Friderici imperatoris di Ansberto e altri cronisti dell'Europa occidentale, Béla invase l'impero bizantino all'inizio del 1185. L'invasione normanna ai danni dei romei condotta da Guglielmo II di Sicilia nell'ambito delle guerre bizantino-normanne ebbe luogo più o meno nello stesso periodo, il che rese impossibile la situazione politica interna dell'imperatore tirannico Andronico. Gli ungheresi marciarono di nuovo verso Niš e Sofia, verso la valle della Morava. Secondo alcuni studiosi, Béla voleva impossessarsi della corona imperiale durante la sua campagna del 1185 e propose di sposare Teodora Comnena, la vedova di Andronico Laparda, che viveva in un monastero (la prima moglie di Béla, Agnese d'Antiochia morì nel 1184). Il sinodo di Costantinopoli non contribuì al matrimonio e non liberò Teodora dal suo voto di monaca.
Entro l'estate del 1185, Costantinopoli stessa fu minacciata dall'invasione normanna, che scatenò una ribellione in città, con conseguente detronizzazione e linciaggio di Andronico Comneno a settembre. Gli successe Isacco II Angelo, che avviò delle trattative con Béla III e inviò dei suoi ambasciatore a proporre un matrimonio tra lui e la figlia decenne di Béla, Margherita. Di conseguenza, Béla III firmò un trattato di pace con Isacco II. Il nuovo imperatore bizantino sposò Margherita al più tardi nel gennaio 1186 e Béla concesse la regione di Niš e Barancs a Isacco come dote per la figlia. In quell'occasione, anche le reliquie di San Giovanni di Rila fecero ritorno a Sofia. In cambio, l'imperatore rinunciò ufficialmente a ogni rivendicazione sulla Dalmazia e sulla Sirmia. Makk ha ipotizzato che la proposta fallita di Béla di sposare Teodora ebbe luogo già dopo il trattato di pace. Grazie all'alleanza bizantino-ungherese, Isacco II respinse con successo l'invasione normanna nella battaglia di Demetritze nel novembre 1185.

## Conseguenze
Ripristinata l'esistenza della Serbia e della Bosnia come potenze indipendenti nei Balcani, evento a cui fece seguito la riuscita rivolta di Asen e Pietro del 1185-1187 che portò alla restaurazione dell'impero bulgaro, Bisanzio fu gradualmente scacciata dal basso Danubio, con il risultato che l'Ungheria divenne una realtà talmente distante che non ebbero più luogo conflitti significativi tra le due potenze. Nel decennio successivo, Béla sostenne le aspirazioni politiche di Isacco II.